# はしもとみつお
はしもと みつお（本名：橋本 光男、1955年11月5日 - ）は、日本の漫画家。埼玉県狭山市出身。男性。『ミーニャの願い』で1976年の第11回手塚賞佳作を受賞し、翌年の「少年ジャンプ」増刊号に掲載された『二人はライバル』でデビュー。その後活動の場を小学館の児童・少年誌、次いで小学館の青年誌に移す。
作品に『いつも放課後』『築地魚河岸三代目』などがある。

## 作品リスト
- がんばれ!ドンベ（1979年 - 、『月刊コロコロコミック』、小学館、全2巻）
- 家内安全（1979年 - 、『週刊少年サンデー』、小学館）
- かってに頼道（1980年 - 、『週刊少年サンデー』、小学館）
- それゆけ硬派（1980年 - 、『週刊少年サンデー増刊号』、小学館）
- はしれ!春馬（1981年 - 、『週刊少年サンデー』、小学館）
- おれはナマズ者（1982年 - 、原作：やまさき十三、『週刊少年サンデー』、小学館、全6巻）
- ナイト（1983年 - 1984年、『週刊少年サンデー増刊号』、小学館）
- ばら色イレブン（1985年 - 、『少年ビッグコミック』、小学館、全4巻）
- 天才ドンベ（1989年 - 、小学館の学年別学習雑誌、小学館、全8巻）
- いつも放課後（1990年 - 、『少年ビッグコミック』、小学館、全7巻）
- ふ〜ふ生活（1991年 - 、原作：西ゆうじ、『ビッグコミックスペリオール』、小学館、全6巻）
- ハナタレ学園（1991年 - 1992年、『ジャックポット』、リイド社、全2巻）
- STATION（1992年 - 1996年、原作：大石賢一、『ビッグコミックオリジナル』、小学館、全6巻）
- ニッポン人の幸せ（1993年 - 、『コミックニューマン』、学習研究社）
- キッチンぱらだいす（1994年 - 1995年、原作：青山広美、『ジャックポット』、リイド社、全2巻）
- 希望の椅子（1997年 - 、原作：西ゆうじ、小学館、全2巻）
- 陶炎（原作：原田大輝、2001年、『ビッグコミックスペリオール』、小学館、全2巻）
- しゅっぱつ、進吾!!（2006年 - 2009年、原作：末田雄一郎、『まんがタイム』、芳文社）
- 水古風（1996年 - 2000年、原作：グレゴリー、『ビッグコミックオリジナル』、小学館、全5巻）
- ラジオの探偵（2000年 - 、原作：西ゆうじ、小学館、全1巻）
- 築地魚河岸三代目（2001年 - 2013年、原作：鍋島雅治（ - 21巻）、九和かずと（21巻 - ）、『ビッグコミック』、小学館）
- 鉄のほそ道（2008年 - 2009年、『コミックチャージ』、角川書店、全2巻）
- 医者を見たら死神と思え（2014年 - 2017年、原作：よこみぞ邦彦、監修：近藤誠、『ビッグコミック』、小学館、全7巻）
- 徘徊先生（2020年 - 2021年、原作：伴茶彰、『ビッグコミックオリジナル』2020年18号[3] - 2021年18号[4]、小学館、全3巻）
- カレーマン（2022年 - 2024年、原作：宮崎克、『ビッグコミックオリジナル』2022年15号[5] - 2024年1号[6]、小学館、既刊4巻）
- 不便ですてきな江戸の町（原作：永井義男、『コミック乱ツインズ』2022年7月号[7] - 2024年12月号、全3巻）
- イヌごはんボクごはん（原作：伴茶彰、『ビッグコミックオリジナル増刊』2025年7月12日号[8] - ）

## アシスタント
- 原秀則
- 村上もとか
- 岡村賢二